# 力学
力学（りきがく、英語：mechanics）とは、物体の運動、またそれらに働く力や相互作用を考察の対象とする学問分野の総称。

## 領域

### 一般力学と固体力学
質点（質点系）や剛体を対象とする力学を一般力学、連続体を対象とする力学を固体力学（連続体力学）という。

### 力学的性質による分類
力学は研究対象の力学的性質により、弾性学、塑性学、粘弾性学、クリープ力学などに分かれる。